# Belén Nuevo San Gerón
Belén Nuevo San Gerón är en ort i Mexiko.   Den ligger i kommunen Teopisca och delstaten Chiapas, i den sydöstra delen av landet, 800 km öster om huvudstaden Mexico City. Belén Nuevo San Gerón ligger 2 138 meter över havet och antalet invånare är 470.
Terrängen runt Belén Nuevo San Gerón är kuperad åt nordost, men åt sydväst är den bergig. Runt Belén Nuevo San Gerón är det ganska tätbefolkat, med 104 invånare per kvadratkilometer. Närmaste större samhälle är San Cristóbal de las Casas, 19,8 km nordväst om Belén Nuevo San Gerón. I omgivningarna runt Belén Nuevo San Gerón växer huvudsakligen savannskog.